# Roman Hermann
Roman Hermann (ur. 27 marca 1953 w Schaan) – kolarz torowy i szosowy reprezentujący Liechtenstein, brązowy medalista torowych mistrzostw świata.

## Kariera
Największy sukces w karierze Roman Hermann osiągnął w 1982 roku, kiedy zdobył brązowy medal w wyścigu punktowym zawodowców podczas mistrzostw świata w Leicester. W zawodach tych wyprzedzili go tylko Urs Freuler ze Szwajcarii i Gary Sutton z Australii. Wielokrotnie stawał na podium zawodów cyklu Six Days, ale nigdy nie wziął udziału w igrzyskach olimpijskich. Startował także w wyścigach szosowych, wygrywając między innym kryterium w Möhlin (1976), Singen (1978), Murten (1980) oraz Schaan (1980 i 1981). W 1982 roku zajął drugie miejsce w klasyfikacji zachodnioniemieckiego wyścigu szosowego Coca-Cola Trophy.